# Xã Lincoln, Quận Knox, Nebraska
Xã Lincoln (tiếng Anh: Lincoln Township) là một xã thuộc quận Knox, tiểu bang Nebraska, Hoa Kỳ. Năm 2010, dân số của xã này là 786 người.